# FN Model 30-11
Das FN Modell 30-11 ist ein Scharfschützengewehr, das von 1976 bis 1986 von der belgischen Fabrique Nationale Herstal (FN) hergestellt wurde.
Die Waffe ist ein Repetiergewehr mit einem Mauserverschlusssystem und Fünf-Schuss-Magazin. Der Verschluss mit drei Verriegelungswarzen ist eine weiterentwickelte Variante des Mausersystems aus dem Jahr 1898. An der Mündung befindet sich ein Mündungsfeuerdämpfer. Die Schulterstütze ist in der Länge durch Beilegen bzw. Herausnehmen von Kunststoff-Formteilen und in der Höhe durch die entsprechende Vorgehensweise mit unterschiedlich starken Holzteilen verstellbar. Der Schaft besteht aus Nussbaumholz. Das FN-MAG-Zweibein ist mittels eines in Längsrichtung verstellbaren Adapterstückes in der UIT-Schiene unter dem Vorderschaft montiert und kann nach hinten zusammengeklappt und dort in der Schiene in Transportstellung eingehakt werden. Standardmäßig ist ein Zielfernrohr Anschütz (4×28) montiert. Alternativ kann ein Nachtsichtgerät aufgesetzt werden. Weiterhin wurde zur Waffe eine Dioptervisierung für den sportlichen Einsatz geliefert, welche dank gleichem Montagesystem schnell gegen das standardmäßige Zielfernrohr gewechselt werden konnte.
Das Modell 30-11 wird seit 1986 nicht mehr produziert. Die Waffe wird jedoch immer noch von Sicherheitskräften und Militär Belgiens sowie anderer Staaten verwendet.